# 曹休
曹休（170年代—228年），字文烈，沛國譙縣（今安徽省亳州市）人，曹魏的重要將領；曹操的族子，視如已出。漢中之戰曾破張飛、吳蘭等人計謀。官至大司馬，曹休死後諡壯。

## 生平

### 千里良駒
曹休是曹操的族子，汉末天下大亂，宗族各散回鄉。曹休十餘歲便喪父，唯有自己和一戶人家暫時把其父安葬，帶著母親到吳郡（治今江苏省苏州市）。據魏書記載，曹休祖父曾是吳郡太守，曹休與太守屋舍每見壁上祖父的畫像，在此下住流涕拜祖父，同住的人都讚許也感到憂傷。
189年，曹操舉義兵，曹休易名北還至中原拜見曹操。曹操對左右說：“此吾家千里駒也。”讓他與曹丕待在一起，如子對待一樣。經常追隨曹操征伐，使領虎豹騎宿衛。

### 盤臨制敵
219年，劉備派遣蜀將吳蘭到下辯屯守，曹操派曹洪討伐，以曹休為騎都尉，為曹洪參軍。曹操對曹休說：“你雖然是參軍，其實是將帥。”曹洪聽聞此令，并把重任都交給曹休負責。劉備知道曹軍進攻下辯，派張飛到固山屯兵，欲切斷曹軍後路。曹軍眾將議論猶豫，曹休說：“若賊是斷我軍後路，應該伏兵潛行。如今乃先虛張聲勢，這說明是敵人的計策。現在在他們還沒有集結的情況下，立即攻打吳蘭，吳蘭被攻下，張飛自然撤退。”曹洪應可隨即攻破吳蘭，張飛果然逃跑。曹操打算征討漢中，但難以攻下，還軍長安，拜曹休為中領軍。
220年，曹丕即魏王位，命曹休為領軍將軍，計算前後之功，封為東陽亭侯。夏侯惇死後，以曹休為鎮南將軍，假節都督各軍軍事，接替夏侯惇屯汝南郡抵禦孫權。曹丕車駕親臨送別，還下了車子與曹休執手拜別。孫權派吳將屯歷陽，曹休到任後把其破之，又派兵渡江火燒蕪湖營數千家。遷為征東將軍，領揚州刺史，進封安陽鄉侯。

### 洞口之戰
222年，曹丕親自征討，封曹休為征東大將軍，假黃鉞，督張遼、臧霸、賈逵各州郡二十餘軍出發攻打洞浦，而上军大將軍曹真進攻江陵，曹仁進攻濡須口，分三路進攻孫權。曹休上表：“末將的精銳可以虎步渡江，因為奪取敵人補給，必然克制敵人的進攻；如果臣有不測，不須掛念。”曹丕不允許，孫權派呂範、徐盛、全琮迎擊。暴風此時吹斷了呂範的船纜，把呂範部隊吹到曹休營前，曹休趁機斬殺吳軍，大敗呂範。曹休派臧霸率軍追殺東吳援軍，攻下徐陵，殺數千吳軍。吳將全琮、徐盛率軍以少數兵反擊，打破魏軍優勢，斬殺魏將尹盧，殺獲數百魏軍。臧霸被徐盛和全琮的反擊而撤退，除了曹休取得初勝利，曹仁軍敗北，曹真軍暫時沒有勝果；最後曹丕惟有撤兵，拜曹休為揚州牧。
226年，曹丕駕崩，曹休、陳群、曹真、司馬懿四人為托孤遺詔輔政，魏明帝曹叡即位後，曹休進封長平侯。吳將審德在此時屯皖城，曹休領兵斬殺了審德，收降韓綜、翟丹等，增邑四百，二千五百戶，遷為大司馬。

### 石亭之戰
228年，曹叡二路攻吳，司馬懿下漢水，曹休率軍到尋陽。吳臣周魴詐降，曹休聽信深入，作戰不利，退還石亭。被吳將陸遜擊敗，損失數萬。軍隊夜晚驚怕，士兵混亂，棄甲物資甚多，最後賈逵救援才得以脫險。此戰過失，曹休上書謝罪，曹叡派楊暨安撫，賜禮隆重。不久发背疽而死。谥壮侯。

## 逸聞
- 魏書：曹休因為母親去世而守孝。曹丕命令侍中奪去他的喪服，命令他飲酒吃肉，但曹休受詔後身體反而日益憔悴。接著，曹休向曹丕請求回到譙縣以安葬其母，曹丕便派遣越騎校尉薛喬[9]前去宣詔，命曹休奉旨節哀，使曹休歸鄉治喪，但又強迫他抵達後只能過一夜，隔日便得將母親下葬；辦完喪事後，還得隨即前往君王下榻的館驛覲見曹丕，接受其慰問。曹丕對他的愛重，由此可見一斑。[10]

### 與賈逵的關係
- 石亭之戰時，曹休雖然得到賈逵的救援才得以撤退，但仍埋怨賈逵行軍太遲。所以以主帥身份要求作為豫州刺史的賈逵到戰場去撿回失落的使節杖。賈逵認為沒有過失，所以對曹休說：“我是為國家擔任豫州刺史的人，絕對不會去做撿取遭棄的使節杖的工作。”于是引軍歸還。接著與曹休互相表奏，朝廷雖然知道賈逵行事無誤，但也為了保全曹休的宗室身份的面子，所以二人都沒有受到責難處罰。[11]

- 曹休在石亭之戰前本就看不起賈逵，後來更打算以敗戰之罪懲處賈逵，但賈逵始終沒有多言，時人在此事上較為認同賈逵。[12]

## 藝術形象

### 三國演義
第五十六回 曹操大宴銅雀臺 孔明三氣周公瑾
曹操大宴銅雀臺，讓麾下武將誰用弓箭射中紅心，可得到紅錦戰袍。為此用各自的箭術比武，曹休、文聘、曹洪、張郃、夏侯淵、徐晃（按照出場順序排名）等人比試，曹休首先出場，休飛馬往來，奔馳三次，扣上箭，拽滿弓，一箭射去，正中紅心。金鼓齊鳴，眾皆喝冞。曹操於臺上望見大喜，曰：「此吾家千里駒也！」
第六十八回 甘寧百騎劫魏營 左慈擲盃戲曹操
濡須口之戰，曹休放暗箭射中凌統的馬，把凌統弄倒在馬下，後面的故事與歷史大致相同。

### 漫畫形象
- 《蒼天航路》（王欣太）
- 《火鳳燎原》（陳某）:

### 遊戲形象
- 真·三國無雙8 （光榮特庫摩，佐藤拓也配音）

### 影視形象
- 1994年電視劇《三國演義》：郝忠谦
- 1994年電視劇《楊麗花歌仔戲洛神》：陈财明
- 2012年電影《銅雀臺》：彭敬慈
- 2013年电视剧《新洛神》：黄朋
- 2017年电视剧《軍師聯盟》：杜星奇

## 評價
- 陳壽：夏侯、曹氏，世为婚姻，故惇、渊、仁、洪、休、尚、真等并以親舊肺腑，貴重于時，左右勳業，咸有效勞。（《三國志·魏書》）
- 曹操：此吾家千里駒也。（《三國志·魏書》）
- 朱桓：休本以亲戚见任，非智勇名将也。今战必败，败必走，走当由夹石、挂车，此两道皆险阨，若以万兵柴路，则彼众可尽，而休可生虏，臣请将所部以断之。若蒙天威，得以休自效，便可乘胜长驱，进取寿春，割有淮南，以规许、洛，此万世一时，不可失也。（《三国志·吴书·朱桓传》）
- 满宠：曹休虽明果而希用兵。（《三國志·魏書》）
- 曹植：於穆公侯，魏之宗室。明德继踵，奕世纯粹。阐弘泛爱，仁以接物。艺以为华，体兹亮实。年没弱冠，志在雄英。高揖名师，发言有章。东夏翕然，称曰龙光。贫而无怨，恐以为难。嗟我公侯，屡空是安。不耽世禄，亲悦为欢。好彼蓬枢，甘此瓢箪。味道忘忧，逾宪超颜。矫矫公侯，不挠其厄。呵叱三军，躬奋雄戟。足蹴白刃，手接飞镝。终弭淮南，保我疆场。

## 子嗣
- 曹肇，曹休长子，字长思，袭爵长平侯，曹魏散骑常侍、屯骑校尉，死于正始年间，追赠卫将军。
- 曹纂，曹休少子，字德思，魏文帝分曹休食邑三百户封曹纂为列侯，曹魏殄吴将军，追赠前将军。

### 後裔
- 曾孫曹攄
- 曾孫曹識
- 玄孫曹毗，《晉書·文苑傳》有傳。
- 九世孙曹世表。

## 墓地
2010年5月17日，在河南洛陽孟津縣送莊鄉卅里鋪村東南發現曹休墓。遺骨經鑑定，曹休病故时身高約171公分(171/23.1=約漢代7尺4寸)，體格健康粗壯，年齡約在五十到六十歲。曹休墓多次被盜，甚至連墓地的漢磚都被盜掘了，剩下的文物極少，所幸墓主的一枚銅印還在，由銅印上清晰的曹休二字確認墓主身份。同葬的还有一个四十岁出头的女性，疑为曹休妻。墓室北侧室还有几处棺椁痕迹，可能原本埋葬的是曹休的儿子们。曹休墓室也出土了刻有“豹骑都督印”字样的印盒。曹休墓墓室结构不仅占地面积接近曹操高陵地宫，而且还有曹操高陵没有的照壁。

## 延伸阅读
[在维基数据编辑]
 《三國志·卷09》，出自陳壽《三國志》